# تنغ مشكان (سررود الجنوبي)
تنغ مشکان (بالفارسية: تنگ مشکان) هي قرية تقع في إيران في قسم سررود الجنوبي الريفي. يقدر عدد سكانها بـ 46 نسمة بحسب إحصاء 2016.